# NGC 3143
NGC 3143 este o galaxie spirală situată în constelația Hidra. A fost descoperită în 1880 de către .